# 桑德森 (佛羅里達州)
桑德森（英語：Sanderson）是位於美國佛羅里達州貝克縣的一個非建制地區。該地的面積和人口皆未知。

## 地理
桑德森的座標為30°15′08″N 82°16′22″W / 30.25222°N 82.27278°W，而該地的平均海拔高度為48米（即157英尺）。